# مارتين خيمينيز (لاعب كرة قدم)
مارتين خيمينيز (بالإسبانية: Martín Giménez)‏ (20 سبتمبر 1988 في الأرجنتين - ) هو لاعب كرة قدم أرجنتيني في مركز الهجوم. لعب مع Santa Tecla F.C. ‏.

## وصلات خارجية
- مارتين خيمينيز (لاعب كرة قدم) على موقع قاعدة بيانات كرة القدم.إي يو (الإنجليزية)
- مارتين خيمينيز (لاعب كرة قدم) على موقع Soccerway.com (الإنجليزية)